# Zhang Jinjing
Zhang Jinjing, em chinês simplificado: 张津京 (Pequim, 1 de novembro de 1977) é um ex-ginasta chinês que competiu em provas de ginástica artística.
Zhang fez parte da equipe chinesa que disputou os Jogos Olímpicos de Atlanta, em 1996, Estados Unidos. Dentre seus maiores êxitos estão quatro medalhas conquistadas em Mundiais, sendo três de ouro.

## Carreira
Zhang iniciou no desporto aos cinco anos de idade, quando sua mãe o levou ao Shi Sha Hai Athletic School. Em 1985, aos oito anos, Zhang passou a integrar a equipe da província. Em 1994, disputou seu primeiro evento internacional, participando do Campeonato Asiático Juvenil de Ginástica, sendo medalhista de ouro em quatro eventos: por equipes, no concurso geral, nas barras paralelas e na barra fixa. No ano posterior, competiu no Nacional Chinês. Nele, foi campeão nas barras paralelas, medalhista de prata no evento geral e na barra fixa, e terceiro colocado no salto. Ainda em 1995, disputou o Mundial de Sabae; conquistando a medalha de ouro por equipes, superando a equipe japonesa e romena, prata e bronze, respectivamente. Individualmente, foi medalhista de bronze na barra fixa, e oitavo colocado na disputa geral individual.
Em 1996, em sua primeira aparição olímpica, nos Jogos Olímpicos de Atlanta, Zhang ao lado de sua equipe, conquistou a medalha de prata na prova coletiva, superado pela equipe russa, de Alexei Nemov, medalhista de ouro. No ano posterior, no Campeonato Nacional, foi ouro por equipes e no geral, e prata no solo. No compromisso seguinte, deu-se o Mundial de Lausanne. Nele, conquistou o bicampeonato por equipes, e a medalha de ouro nas barras paralelas, ao somar 9,775 pontos; seu compatriota Li Xiaopeng foi prata, e o japonês Naoya Tsukahara, terminou com o bronze. Na disputa do cavalo com alças, foi quarto colocado, em prova vencida pelo alemão Valery Belenky.
No ano posterior, competindo na Final da Copa do Mundo de Sabae, sendo ouro nas paralelas e no cavalo com alças. No Nacional Chinês, conquistou o ouro no geral e na barra fixa, e a prata nas barras paralelas. Nos Jogos Asiáticos de Bangkok, Jinjing foi ouro por equipes e na barra fixa, e segundo colocado nas paralelas. Em 1999, disputou o Campeonato Nacional, sendo ouro no geral e na barra fixa, prata nas paralelas e nas argolas e bronze no cavalo com alças. Afastado das competições devido a lesões, Zhang mudou-se para os Estados Unidos. Representando a Universidade da Califórnia, o ginasta retornou ao desporto em 2002, participando do NCAA Gymnastics Championships. Nele, conquistou a prata no geral e o bronze por equipes.
Após a realização do evento, Zhang anunciou oficialmente sua aposentadoria do desporto, passando a dedicar-se a carreira de treinador da equipe juvenil chinesa.

## Principais resultados
| Ano  | Evento                                    | AA               | Equipe            | Solo             | Cavalo com alças  | Argolas          | Salto sobre o cavalo | Barras paralelas | Barra fixa        |
| ---- | ----------------------------------------- | ---------------- | ----------------- | ---------------- | ----------------- | ---------------- | -------------------- | ---------------- | ----------------- |
| 1994 | Campeonato Asiático Juvenil de Ginástica  | Medalha de ouro  | Medalha de ouro   |                  |                   |                  |                      | Medalha de ouro  | Medalha de ouro   |
| 1995 | Campeonato Nacional Chinês                | Medalha de prata |                   |                  |                   |                  | Medalha de bronze    | Medalha de ouro  | Medalha de prata  |
| 1995 | Campeonato Mundial de Ginástica Artística | 8º               | Medalha de ouro   |                  |                   |                  |                      |                  | Medalha de bronze |
| 1996 | Jogos Olímpicos                           | 4º               | Medalha de prata  |                  |                   |                  |                      | 4º               |                   |
| 1997 | Campeonato Nacional Chinês                | Medalha de ouro  | Medalha de ouro   | Medalha de prata |                   |                  |                      |                  |                   |
| 1997 | Jogos da Ásia Oriental                    | Medalha de ouro  | Medalha de ouro   |                  |                   |                  |                      | Medalha de ouro  | Medalha de ouro   |
| 1997 | Campeonato Mundial de Ginástica Artística |                  | Medalha de ouro   |                  |                   |                  | 4º                   | Medalha de ouro  |                   |
| 1998 | Copa do Mundo - Sabae                     |                  |                   |                  | Medalha de ouro   |                  |                      | Medalha de ouro  |                   |
| 1998 | Campeonato Nacional Chinês                | Medalha de ouro  |                   |                  |                   |                  | Medalha de prata     | Medalha de ouro  |                   |
| 1998 | Jogos Asiáticos                           |                  | Medalha de ouro   |                  |                   |                  |                      | Medalha de prata | Medalha de ouro   |
| 1999 | Campeonato Nacional Chinês                | Medalha de ouro  |                   |                  | Medalha de bronze | Medalha de prata |                      | Medalha de ouro  | Medalha de prata  |
| 2002 | NCAA Gymnastics Championships             | Medalha de prata | Medalha de bronze |                  |                   |                  |                      |                  |                   |